# Aligia obesa
Aligia obesa är en insektsart som beskrevs av Hepner 1939. Aligia obesa ingår i släktet Aligia och familjen dvärgstritar. Inga underarter finns listade i Catalogue of Life.